# James Storm (remero)
James Eugene Storm (San Diego, 2 de febrero de 1941) es un deportista estadounidense que compitió en remo.
Participó en los Juegos Olímpicos de Tokio 1964, obteniendo una medalla de plata en la prueba de doble scull. Ganó una medalla de plata en el Campeonato Mundial de Remo de 1966.

## Palmarés internacional
| Juegos Olímpicos   | Juegos Olímpicos  | Juegos Olímpicos | Juegos Olímpicos |
| Año                | Lugar             | Medalla          | Prueba           |
| ------------------ | ----------------- | ---------------- | ---------------- |
| 1964               | Tokio (Japón)     | Medalla de plata | Doble scull      |
| Campeonato Mundial |                   |                  |                  |
| Año                | Lugar             | Medalla          | Prueba           |
| 1966               | Bled (Yugoslavia) | Medalla de plata | Doble scull      |